# Shikina Oki
Shikina Oki (沖敷名?, Oki Shikina; Yonabaru, 6 luglio 1904 – Honolulu, 15 dicembre 1983) è stato un wrestler e lottatore di sumo giapponese naturalizzato statunitense.
Tra i primi wrestler giapponesi di successo negli Stati Uniti, divenne noto per l'utilizzo di mosse al di fuori dal comune per gli spettatori americani. Il suo stile di combattimento unico incorporava infatti varie discipline imparate nel corso della sua gioventù, quali sumo, karate e pugilato.

## Biografia
Nativo di Yonabaru, cittadina giapponese della prefettura di Okinawa, all'età di 5 anni si trasferì nelle Hawaii per raggiungere il padre che in quel periodo lavorava in una piantagione a Puʻunene, nell'isola di Maui. Tre anni dopo si rilocò con l'intera famiglia nella grande isola.
Sin da giovane presentò una corporatura robusta: a 14 anni pesava già 68 kg, misura considerata insolita per un comune giapponese. Praticò quindi il sumo ed il judo, eccellendo in entrambe le discipline. Nel 1923 la famiglia fece ritorno a Maui, dove Oki continuò a partecipare a tornei di sumo.
Nel settembre 1927 il maestro di karate Yabu Kentsū e l'ammiraglio Kenwa Kanna visitarono l'isola di Maui. Fu proprio in quest'occasione che Oki ebbe l'opportunità di incontrare Yabu, appassionato del sumo di Okinawa, e di scambiare con lui preziose conoscenze. È da sottolineare che il sumo di Okinawa presenta alcune differenze rispetto a quello tradizionale. Più tardi quell'anno Oki si trasferì ad Honolulu per prendere parte ad una serie di tornei di sumo con il nome di "Oki-no-Umi".
Verso la fine del 1929 incontrò poi Taro Miyake, maestro di judo andato in Inghilterra per insegnare tale disciplina ma divenuto inaspettatamente un wrestler: la sua storia ispirò Oki e divenne punto di riferimento per le ambizioni del giovane. Miyake rimase infatti impressionato dalle abilità sul ring di Oki e si offrì di insegnargli l'arte del wrestling secondo gli standard americani. L'accordo tra i due fu di fatto contrattuale e prevedeva che Shikina lavorasse tre anni per Miyake, con un salario di 100 dollari al mese. Ai tempi non vi era ancora nessuno che insegnasse wrestling in stile americano nelle Hawaii e di fronte alla proposta allettante Oki decise di accettare: un valido wrestler come Miyake guadagnava intorno ai 15.000 dollari all'anno, mentre campioni come Gus Sonnenberg e Jim Londos erano arrivati a percepirne addirittura 700.000. Dopo una breve preparazione, nel dicembre dello stesso si recò con Miyake a New York per intraprendere una carriera del mondo del wrestling. I due scelsero di allenarsi presso la scuola di judo del futuro olimpionico Eitaro Suzuki. In allenamento Oki si trovò inizialmente sopraffatto dalle mosse del maestro, ma col passare del tempo ebbe quasi sempre la meglio grazie alla sua robustezza.
I primi anni da professionista di Oki furono accompagnati dal ritiro di Miyake avvenuto nel 1932, dopo il quale fu comunque in grado di affermarsi. Tra i suoi primi avversari vi furono i vari Gene Bruce, Benny Ginsberg, Babe Caddock ed Ernie Dusek. Pur essendo considerato robusto per un comune giapponese, a livello fisico si ritrovava comunque in inferiorità rispetto ai wrestler europei e statunitensi degli anni trenta. Lottò con regolarità lungo la costa del pacifico, con l'obbiettivo di migliorarsi costantemente, ritrovandosi spesso di fronte ai più noti pesi massimi. Ciò nonostante fu spesso in grado di confondere i suoi nemici grazie alle sue tecniche esotiche, arrivando ben presto a confermarsi come uno dei primi giapponesi di successo in suolo americano. In questo periodo fece spesso utilizzo di prese di sottomissione, esibite contro avversari come "Strangler" Lewis e Jim Londos: divennero assai celebri la sua "Oki Choki", una presa alla gola, e le sue mosse ai nervi. Oki fu inoltre uno degli innovatori del "judo jacket" match, che prevedeva solamente l'utilizzo di mosse di judo e che gli diede enorme vantaggio sugli avversari più grossi.
Per tutti gli anni trenta Oki adottò la gimmick del nemico giapponese da battere, poi interrotta con l'arrivo della seconda guerra mondiale. Militò stabilmente nella National Wrestling Alliance (NWA), dove fu due volte campione dei pesi massimi. Nonostante i propri impegni tornava regolarmente ad Honolulu. Durante la visita di Chōjun Miyagi nelle isole Hawaii, ebbe l'occasione di imparare lo stile del gōjū-ryū.
Assieme ai fratelli Sharpe (Ben e Mike), Lou Newman e Hans Schnabel svolse numerose tournée in Giappone, contribuendo anche alla nascita della Japan Pro-Wrestling Association (JWA). Dopo il ritiro fu compagno d'allenamento di Rikidōzan e arbitro nella JWA.

## Personaggio

### Mosse finali
- Oki Choki (Chokehold)

## Titoli e riconoscimenti
- National Wrestling Alliance
  - NWA Hawaii Heavyweight Championship (2)